# Riccardia jackii
Riccardia jackii là một loài rêu trong họ Aneuraceae. Loài này được Schiffner mô tả khoa học đầu tiên năm 1898.